# Scaptodrosophila triseta
Scaptodrosophila triseta är en tvåvingeart som först beskrevs av Meijere 1911.  Scaptodrosophila triseta ingår i släktet Scaptodrosophila och familjen daggflugor. Inga underarter finns listade i Catalogue of Life.